# بروتين الريبوسوم S3a
بروتين الريبوسوم S3a (بالإنجليزية: Ribosomal Protein S3a)‏ (RPS3A) هوَ بروتين يُشَفر بواسطة جين RPS3A في الإنسان. الريبوسومات هي العضيات التي تحفز تخليق البروتين، تتكون من وحدة فرعية صغيرة 40S ووحدة فرعية كبيرة 60S. تتكون هذه الوحدات الفرعية معًا من 4 أنواع من رنا RNA وحوالي 80 بروتينًا مميزًا من الناحية الهيكلية. ويعد أحد مكونات الوحدة الصغرى 40S للريبوسوم والذي يلعب دورًا مهمًا في الترجمة في عملية الاصطناع الحيوي للبروتين (التي تشكل جزءا من عملية التعبير الجيني).

## الأهمية السريرية
وجدت دراسات بأنه يمكن تحفيز الموت المبرمج للخلايات السرطانية عن طريق تثبيط تعبير بروتين الريبوسوم S3a الذي وجد أن تعبيره مرتفع بالخلايا السرطانية مقارنة بالخلايا العادية.

## تفاعلات
وجد أن بروتين الريبوسوم S3a يتفاعل مع بروتين يسمى DDIT3.

## روابط خارجية
- بروتين الريبوسوم S3a في نظام فهرسة المواضيع الطبية (MeSH) للمكتبة الوطنية الأمريكية للطب.